# Beechcraft 99
Dimensions
Le Beechcraft Model 99 Airliner est un avion de transport bi-turbopropulseur. Développé à partir du Beechcraft Queen Air en associant la voilure et les turbopropulseurs du King Air, il fit des débuts prometteurs. Il ne fut pourtant construit qu'à 239 exemplaires en 18 ans, alors que Beechcraft espérait produire une centaine d’appareils par an à partir de 1969.

## Origine et développement
Malgré l’échec du Twin Quad Beechcraft continua à s’intéresser au développement du marché du troisième niveau, dans lequel il restait présent depuis la fin de la Seconde Guerre mondiale grâce au Beechcraft Model 18. Au début des années 1960 ce marché semblait offrir des perspectives plus intéressantes et le bureau d’études de Wichita entreprit le développement d’un appareil spécialement destiné aux exploitants de lignes régulières de faible densité. On commença donc par allonger le fuselage d’un Queen Air afin de définir la meilleure configuration possible. Cet appareil prit l’air en décembre 1965. On remplaça ensuite les moteurs à pistons par les turbopropulseurs équipant le King Air, des PT6A-20 de 550 ch entraînant des hélices tripales Hartzell à vitesse constante et pas réversible. Ainsi modifié, le prototype (N599AT, c/n LR-1) effectua son premier vol le 25 octobre 1966, piloté par J D Webber. Ce prototype fut par la suite démoli, les essais se poursuivant avec premier exemplaire de série (N7099N, c/n U-1). Le Model 99 ne fut révélé au public qu’en 1967 et la certification FAA (A14CE) obtenue le 2 mai 1968. C’était alors le plus gros appareil de la gamme Beechcraft.

## Description
Monoplan à aile basse cantilever de construction entièrement métallique. Identique à celle des premières versions du Model 90 King Air, la voilure avait un profil de type NACA 23018 à l’emplanture évoluant vers un NACA 23012 en bout et affectait un dièdre positif de 7°. Elle recevait la totalité du carburant, soit 1 415 litres, ainsi que les nacelles-moteur.
Le fuselage, non pressurisé, était aménagé pour deux pilotes côte à côte, disposant d’une avionique tout-temps complète, et 15 passagers installés de part et d’autre d’une allée centrale sur des sièges facilement démontables. L’appareil pouvait donc se transformer rapidement en avion-cargo, une porte cargo étant proposée en option en avant de la porte standard d’accès à la cabine, située à l’arrière gauche de l’appareil et comportant un escalier intégré. Une cloison mobile permettait également une utilisation mixte. Pour compenser l’allongement vers l’arrière du fuselage du Queen Air la pointe avant était allongée en proportion, donnant à l'appareil une allure caractéristique, mais l’appareil possédait une plage de centrage très longue. Pour compenser le phénomène l’empennage, en flèche, comprenait un stabilisateur dont l’incidence était ajustable électriquement en vol.
Le train d’atterrissage comportait deux jambes principales terminées par de s diabolos de petit diamètre, se relevant vers l’avant et venant s’escamoter intégralement dans les fuseaux-moteurs, et une jambe avant à roue simple se relevant vers l’arrière dans la pointe avant du fuselage.

## Versions
- Model 99 : Premier modèle de série, qui connut un début de carrière impressionnante, 15 compagnies régionales américaines et 10 compagnies étrangères ayant passé commande[1] avant la livraison du premier exemplaire de série le 2 mai 1968 à Commuter Airlines. 91 appareils étaient en service dans 32 compagnies aériennes début juin 1969. Un total de 101 Model 99 ont été construits et livrés entre 1968 et 1970.
  - PD 280 : Un Model 99 fut modifié en 1975 pour tester un système électro-mécanique différencié de commande des gouvernes de vol. Le programme d’essais, financé par la NASA, fut mené par le laboratoire de recherches de l’Université du Kansas.
- Model 99A Airliner : Certifiée neuf mois après le Model 99 et produite en parallèle, cette version se distinguait par l’emploi de turbines PT6A-27 de 550 ch autorisant un poids au décollage plus élevé. 42 exemplaires furent produits entre 1968 et 1971.
- Model A99A : Un seul exemplaire (N23AT, c/n U-132) fut construit en 1970, ce modèle ayant une capacité réduite en carburant par suppression des réservoirs contenus dans les nacelles (115 US gal).
- Model B99 Airliner : C’est en 1972 que fut lancé ce nouveau modèle de base, dont la masse maximale était portée à 4945 kg grâce à l’emploi de turbines PT6A-28 de 680 ch. Cet appareil n’attira qu’un nombre modeste de commandes, 18 au total en quatre ans (U-146 et U-148/164), mais un certain nombre de Model 99 et 99A furent modifiés selon ce standard[3] en utilisant le kit de conversion 99-5014 développé par Beechcraft.
  - Model B99 Executive : Aménagement modifié pour utiliser l’appareil en avion d’affaires, de 8 à 17 passagers pouvant prendre place à bord. Ce type de conversion fut par la suite étendu à toutes les versions de l'appareil.
- Model C99 Airliner : Le 7 mai 1979 Beechcraft annonça son retour sur le marché des avions régionaux[3] avec deux appareils turbopropulsés, les Commuter 1900 et Commuter C.99. À cet effet un Model 99 racheté à Allegheny Airlines (N41990, c/n U-50) fut équipé en 1980 de deux turbines libres Pratt & Whitney Canada PT6A-34, rapidement remplacés par des PT6A-36 de 715 ch, d’un nouvel équipement électrique, d’un système hydraulique modifié au niveau de l’atterrisseur et d’un longeron de voilure renforcé. Ré-immatriculé N4199C, cet appareil débuta ses essais en vol le 20 juin 1980 piloté par Jim Dolbee. La certification fut obtenue le 27 juillet 1981. La production fut lancée à l’usine de Selma, Alabama, en septembre 1980 et le premier exemplaire fut livré le 30 juillet 1981. 76 Model C99 (U-50, U-165/239) ont été construits jusqu’en 1986.

## Utilisateurs

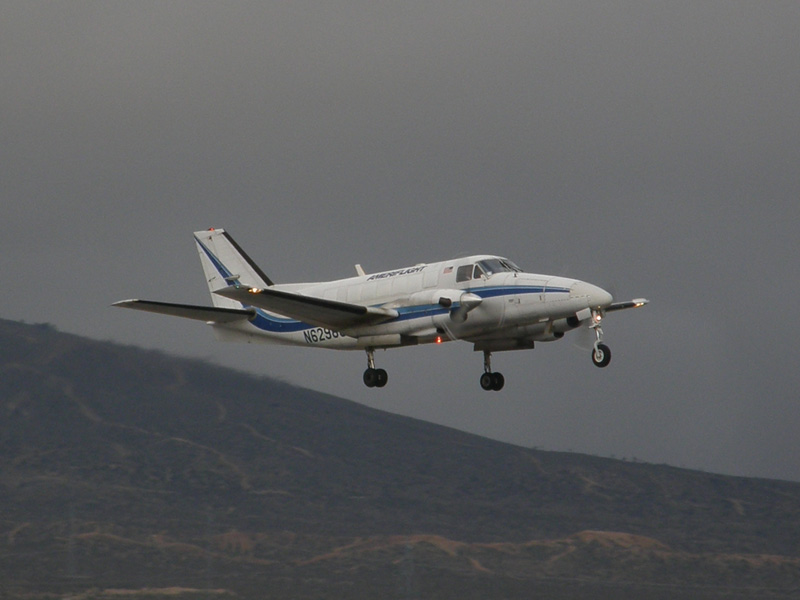
exploitait 45 Beechcraft C99 en version tout-cargo en septembre 2010, comme cet exemplaire décollant de Mojave Airport

### Militaires
- Chili : 9 Model 99A (300/308, c/n U137/145, avec immatriculation civile CC-EEO/EEW) furent livrés à la fin de l'été 1970 pour remplacer des C-45 dans les missions SAR et d’entrainement à la navigation et affectés au Grupo 11 sur la base de Quintero, près de Valparaíso. Les Beech 99 chiliens ont par la suite été modifiés pour des missions de reconnaissance électronique avec un pod sous le fuselage. Rebaptisés localement Petrel et transférés au Grupo 2, ils ont été retirés progressivement à partir de 1997. Les derniers ont été stockés en mars 2010.
- Thaïlande : L'aviation de l'armée thaïlandaise a utilisé un Model 99 (c/n U-120) de 1970 à 1983.

### Civils
- États-Unis :
  - Ameriflight (en) : En septembre 2010 cette entreprise de transport de fret léger de Burbank utilisait 12 Model B99 et 45 Model C99. Ameriflight a racheté de nombreux appareils sur le marché de l'occasion et les a modifiés en cargo avec suppression des fenêtres. C'est le plus gros opérateur de Beech 99.
- France : Le Beech 99 a connu un certain succès en France, où 24 exemplaires ont été immatriculés au nom de compagnies régionales comme Air Alpes, Air Rouergue ou TAT. Un modèle de Beech 99 immatriculé F-BTMA repose sur un rond-point de Tours, quartier Saint-Symphorien, en exposition statique.

## Sources
1. 1 2 3 4 5  AJ Pelletier p. 143
2. ↑  Tcds A14CE
3. 1 2  AJ Pelletier p. 144